# Distoleon marginalis
Distoleon marginalis is een insect uit de familie van de mierenleeuwen (Myrmeleontidae), die tot de orde netvleugeligen (Neuroptera) behoort. 
Distoleon marginalis is voor het eerst wetenschappelijk beschreven door Banks in 1939.